# Tomasz Rząsa
Tomasz Mariusz Rząsa (Cracovia, 11 marzo 1973) è un ex calciatore polacco, di ruolo centrocampista.

## Palmarès

### Club

#### Competizioni nazionali
- Campionato svizzero: 1

Grasshoppers: 1995-1996
- Supercoppa dei Paesi Bassi: 1

Feyenoord: 1999

#### Competizioni internazionali
- Coppa UEFA: 1

Feyenoord: 2001-2002